# Waitman T. Willey
Waitman T. Willey (Monongalia megye, 1811. október 18. – Morgantown, 1900. május 2.) az Amerikai Egyesült Államok Virginia államának szenátora.